# Oscar de Poli
Pour les articles homonymes, voir Poli.
Le vicomte Oscar Philippe François Joseph de Poli (1838-1908) est un homme de lettres et fonctionnaire français.

## Biographie
Fils de Jean Philippe de Poli, officier tué durant la Révolution de 1848, chevalier de la légion d'honneur, originaire de Cervione en Corse, et de Clémentine Félicie Hémery, Oscar Philippe François Joseph de Poli est né le 12 mai 1838 à Rochefort (Charente-Maritime).
En 1860, ce fervent royaliste s'engage dans l'armée pontificale pour défendre le Pape-Roi, Pie IX. Blessé d’un coup de baïonnette à Castelfidardo, il a reçu plusieurs décorations et est créé en 1864 comte pontifical (il continuera cependant à se faire appeler vicomte de Poli jusqu'à la mort de son frère aîné en 1905, date à laquelle il se fit appeler comte de Poli, et même comte de Poli Saint-Tronquet). Sur cette période, il a écrit Les Soldats du Pape (1860-1867). 
Il voyage ensuite en Italie.
Il est officier dans un régiment de marche durant la guerre de 1870. Après la défaite face à la Prusse, il entame une carrière dans l'administration préfectorale tout en étant légitimiste.
Sous-préfet de Romorantin (Loir-et-Cher) le 15 mai 1871, de Pontivy (Morbihan) le 15 février 1873, de Roanne (Loire) le 16 octobre 1873, d'Abbeville (Somme) le 24 mai 1876. 
Après la crise du 16 mai 1877, il est nommé par le ministre de l'Intérieur Oscar Bardi de Fourtou, préfet du Cantal du 21 mai au 18 décembre 1877. Il met alors fin à sa carrière préfectorale.
Dans sa jeunesse, c'est un journaliste prolifique et qui utilise de nombreux pseudonymes, tels Albert Nogaret, A. de Cospirol ou Roger Listel,).
Féru d'érudition et de généalogie, Oscar de Poli a également écrit des récits de voyages, des ouvrages historiques ou militaires, des écrits politiques monarchistes, des poésies et mélodies. En 1885, il crée le Conseil héraldique de France (organisme privé et non officiel), dont il est président et publie l'Annuaire du Conseil héraldique de France, de 1888 à 1909. 
Il fonde aussi en 1898 la Revue des Questions héraldiques et la dirige pendant sept ans.
Il meurt le 6 janvier 1908 à Paris 16e. Ses obsèques eurent lieu le 9 janvier en l'église Notre-Dame de Grâce de Passy et il fut inhumé au cimetière des Batignolles.

### Mariage et descendance
Il épouse à Paris 8e le 18 mai 1865 Idalie de Choiseul Gouffier (Jezaline, Pologne, 26 août 1834 - Paris 16e, 18 mars 1918), fille du comte Arthur Octavien François de Choiseul Gouffier et de la comtesse Wanda Niesolowska. Elle était la petite fille de Antoine Louis Octave de Choiseul Gouffier, pair de France ; la sœur d'Alix de Choiseul Gouffier, vicomtesse de Janzé puis princesse de Faucigny Lucinge, femme de lettres.  
Dont deux filles  : 
- Alix de Poli (Paris 16e, 29 septembre 1866 - Arthun, 26 mars 1949),  mariée à Paris 17e le 21 décembre 1887 avec le comte Jean Courtin de Neufbourg (1835-1902), dont postérité ;
- Isabeau de Poli (Paris 16e,17 novembre 1867 - Paris 16e, 6 mai 1896), mariée à Paris 17e le 28 mai 1888 avec Gabriel de Caix de Saint Aymour (1842-1900), dont postérité.

### Distinctions
Royaume des Deux-Siciles :
- chevalier de grâce de 2e classe de l’ordre « de » Constantinien[10]

Saint-Siège : 
- commandeur de l’ordre de Saint-Grégoire-le-Grand[10]
- commandeur de l’ordre de Saint-Sylvestre[10]

Grand-duché de Luxembourg :
- commandeur de l’ordre de la Couronne de chêne[10]

Ordre souverain de Malte : 
- donat de dévotion de l’ordre souverain de Malte[10]

## Héraldique
d’argent, à trois violettes d’azur, tigées de sable ; au chef d’azur, chargé d’une molette d’éperon à huit pointes d’or.

## Principales publications

### Ouvrages

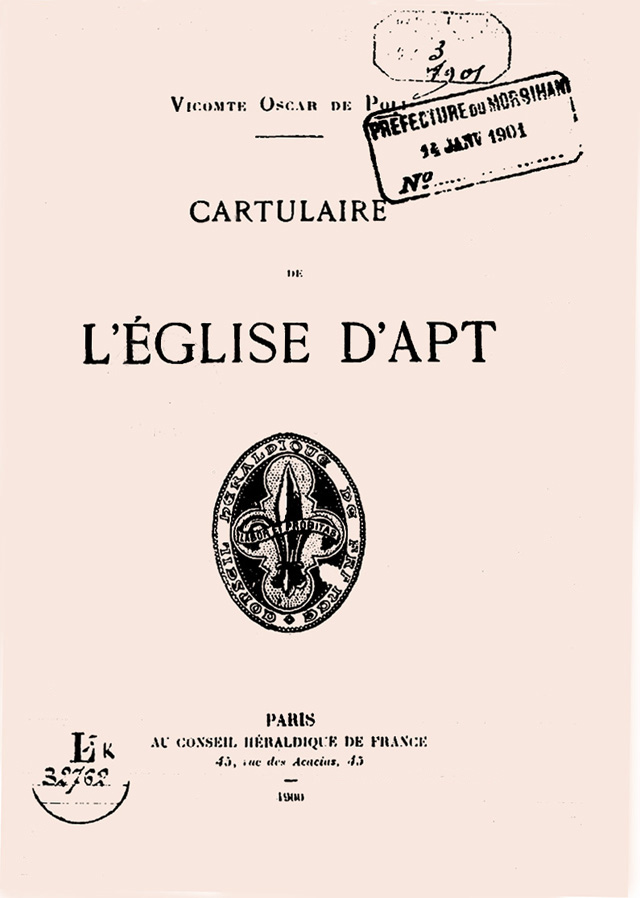
Un ouvrage du vicomte Oscar de Poli.

- Voyage au royaume de Naples en 1862, Paris, Dupray de La Mahérie, 1863, 328 p. (lire en ligne)
- De Nantes à Palerme (1863-1864), Paris, Dupray de La Mahérie, 1865, 491 p. (lire en ligne)
- De Paris à Castelfidardo, Paris, Michel Lévy frères, libraires, 1867, 280 p. (lire en ligne)
- Les Soldats du Pape, Paris, Amyot, 1868, 559 p. (lire en ligne)
- Des origines du royaume d'Yvetot, Paris, Amyot, 1872 (lire en ligne)

- Un martyr de la patrie : Recherches sur Ringois d'Abbeville, E. Dentu, libraire-éditeur, 1879, 229 p. (lire en ligne)
- Louis XVIII, Paris, Journal de la Civilisation, 1880, 356 p. (lire en ligne)
- Royal-Vaisseaux (1638-1792), Paris, Conseil Héraldique de France, 1885, 222 p. (lire en ligne)
- Récits d'un soldat, Paris, V. Palmé, 1885, 355 p. (lire en ligne)
- Les défenseurs du Mont Saint-Michel (1417-1450), Conseil Héraldique de France, 1895, 434 p. (lire en ligne)
- Aux bords du Tibre, Paris et Lyon, Delhomme et Briguet, 1897, 331 p. (lire en ligne)

#### Généalogie et héraldique
- Les seigneurs et le Château de Béthon, Conseil Héraldique de France, 1885, 227 p. (lire en ligne)
- Précis généalogique de la Maison de la Noüe, Paris, Conseil Héraldique de France, 1886, 252 p. (lire en ligne)
- Annuaires du Conseil Héraldique de France sur Gallica, 22 volumes, 1888-1909 ;
- Maison de Rarécourt de La Vallée de Pimodan, Conseil Héraldique de France, 1895, 96 p. (lire en ligne)

### Librettiste
- Rose, souviens-toi ! (lire en ligne)
- Berceuse (lire en ligne)
- Chanson d'été (lire en ligne)
- Les chemins semés de roses (lire en ligne)
- Dernier amour (lire en ligne)
- L'idylle du passé (lire en ligne)
- Je n'oublierai pas (lire en ligne)
- Je ne sais pas si je vous aime ! (lire en ligne)
- Ne t'en vas pas ! (lire en ligne)
- Noël ! (lire en ligne)
- Nos amours sont finis ! (lire en ligne)
- Nous nous aimions tant (lire en ligne)
- Pastel (lire en ligne)
- Premier amour (lire en ligne)
- Reviens ! (lire en ligne)
- S'il était là ! (lire en ligne)
- Vous lui direz (lire en ligne)
- Vous ne m'aimez plus ! (lire en ligne)